# マイク・リゾ (野球エグゼクティブ)
- マイク・リッゾ
- マイク・リッツォ

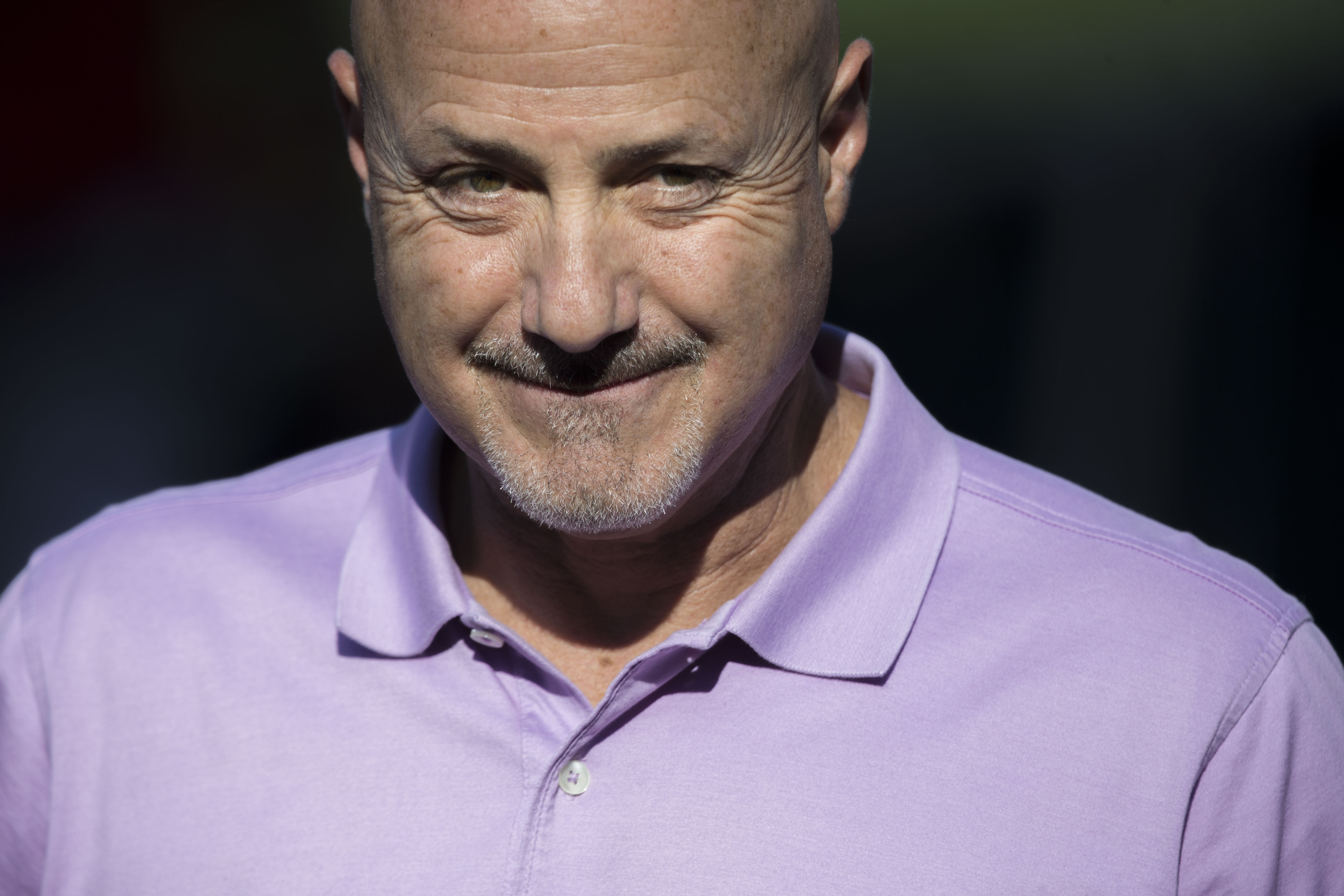

マイケル・アンソニー・リゾ（Michael Anthony Rizzo 1960年12月14日 - ）は、元プロ野球選手で、MLB・ワシントン・ナショナルズのゼネラルマネージャーを務めた (GM)（2009年3月 - 2025年7月）。

## 来歴
イリノイ州シカゴ生まれ。1982年のMLBドラフト22巡目（全体554位）でカリフォルニア・エンゼルスから指名され、プロ入り。なお、この時の担当スカウトは実父のフィルだった。選手としてはマイナーで3年間プレーし、1984年に引退した。
引退後はイリノイ大学アーバナ・シャンペーン校のコーチ、3球団（シカゴ・ホワイトソックス、ボストン・レッドソックス、アリゾナ・ダイヤモンドバックス）でスカウトを務めた。
2006年7月にワシントン・ナショナルズのフロント入りし、GM補佐等を務めた。2009年3月、GMのジム・ボウデンが中南米の若手選手との契約金を横領した容疑と年齢詐称に関わったとして辞任したため、後任に抜擢された。
GMに就任後は、ともにMLBドラフト全体1位でスティーブン・ストラスバーグ（2009年）、ブライス・ハーパー（2010年）というアマチュア球界の大物の指名及び獲得に成功した。
若手選手が育ち、ジオ・ゴンザレスらを加えた2012年にはワシントン移転後初、前身のモントリオール・エクスポズ時代を含めても1981年以来31年ぶりにポストシーズンへ進出した。また、ワシントンを本拠地とするチームとしてのポストシーズン進出は1933年のセネターズ（現:ミネソタ・ツインズ）以来79年ぶりだった。
その後もFAでマックス・シャーザーやダニエル・マーフィー、トレードではトレイ・ターナーやショーン・ドゥーリトルを獲得するなど強固なチーム作りに邁進している。